# SV Wacker Ströbitz
Der SV Wacker 09 Cottbus-Ströbitz ist ein deutscher Fußballverein aus dem Cottbuser Ortsteil Ströbitz. Der Verein spielte als SG Ströbitz in der damals erstklassigen Fußball-Landesklasse Brandenburg 1946/47.

## Geschichte

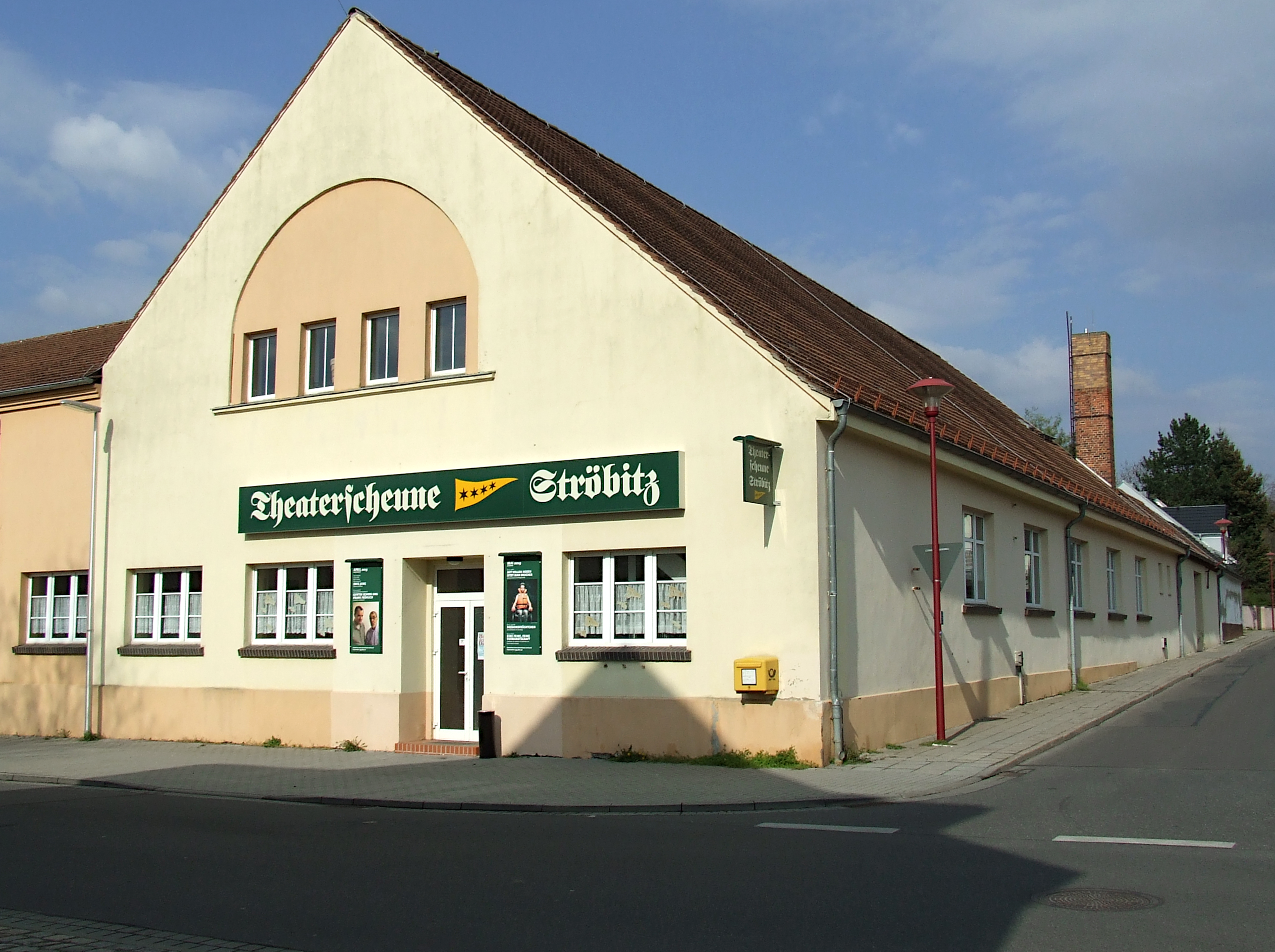
Die alte Dorfschenke, der spätere Sportpalast (heute: Theaterscheune), die auch gleichzeitig Vereinslokal war.

Am 27. November 1909 trafen sich sechzehn beherzte junge Männer „Burchardschen“ Lokal, der Dorfschenke (dem späteren Sportpalast) und gründeten den „Sport Club Wacker 09“. 
Die Gründungsmitglieder waren: Fritz Homann, Paul Franz, Max Kalauke, Alfred Roeke, Max Butzner, Otto Koall, Franz Kutscher, Wilhelm Rückmann, Adolf Rischk, Georg Schmell, Martin Kittler, August Kutscher, Wilhelm Gründer, Otto Lehmann, Richard Krüger und Herrmann Schanze.
Seit 1910 gehörte der Klub dem Südostdeutschen Fußball-Verband (SOFV) an. Zur Spielzeit 1922/23 gelang dem Verein der Aufstieg in die Gauliga Cottbus, eine von damals zahlreichen ersten Ligen des SOFV. Zur Spielzeit 1925/26 wurde die Anzahl der obersten Spielklassen verkleinert, fortan war die Bezirksliga Niederlausitz die höchste Liga für die niederlausitzer Vereine aus dem SOFV. Wacker Ströbitz konnte sich in dieser Liga bis zur Auflösung der SOFV im Jahr 1933 halten und erreichte überwiegend Mittelfeldplatzierungen. Im Zuge der Gleichschaltung wurde der Südostdeutscher Fußball-Verband wenige Monate nach der Machtübernahme der Nationalsozialisten im Jahre 1933 aufgelöst. Vereine aus der Niederlausitz wurden fortan dem Fußballgau Berlin-Brandenburg zugeordnet, Wacker Ströbitz spielte ab 1933 in der zweitklassigen Fußball-Bezirksklasse Frankfurt (Oder)/Lausitz (ab 1934: Fußball-Bezirksklasse Lausitz). Ein Spielbetrieb in dieser Spielklasse ist bis zur Saison 1935/36 überliefert. Mit Kapitulation der Wehrmacht 1945 wurden alle bestehenden Sportvereine aufgelöst.
Bereits 1945 wurde die SG Ströbitz als Nachfolger gegründet. Über regionale Spielklassen erreichte der Verein die Fußball-Landesklasse Brandenburg 1946/47, verpasste durch einen dritten Platz in Gruppe 4 jedoch die Qualifikation für die K.-o.-Runde. Zu Anfangszeiten der DDR kam es zu zahlreichen Wechsel der Trägerbetriebe. Über ZSG Konsum Cottbus, BSG KWU/LVW Cottbus, BSG Lok Bau Union Cottbus, BSG Einheit Cottbus, BSG Empor-Mitte Cottbus und BSG Empor-Aufbau Cottbus durchlief der Verein in den 1950er und 1960er Jahren zahlreiche Namensänderungen, bis er schlussendlich mit zahlreichen anderen Sportabteilungen dem Reichsbahnausbesserungswerk Cottbus zugeteilt wurde und fortan unter dem Namen BSG Lok RAW Cottbus firmierte. Zur Spielzeit 1984/85 gelang der Aufstieg in die drittklassige Fußball-Bezirksliga Cottbus, in der die BSG bis zur Wende spielte.
Nach der Wende spielte der Verein anfangs unter dem Namen ESV Lokomotive RAW Cottbus in der Bezirksliga Cottbus. 1992 spaltete sich die Fußballabteilung vom Sportverein ab und gründete sich als SV Wacker 09 Cottbus-Ströbitz neu. Aktuell spielt der Verein in der siebtklassigen Landesliga Brandenburg Süd.

## Bekannte Spieler
- Karl-Heinz Jahn (Lok RAW)
- Julian Krahl (Jugend)
- Sven Kubis
- Frank Lehmann
- Erich Lüdecke
- Siegfried Wünsch (Lok RAW)

## Bekannte Trainer
- Manfred Duchrow
- Detlef Müller
- René Renno (Jugend)